# Kawasaki KAL-1
Die KAL-1 (KALワン) war ein einmotoriges, viersitziges Reise- und Verbindungsflugzeug des japanischen Herstellers Kawasaki.

## Geschichte und Konstruktion
Nach Aufhebung des Luftfahrtverbotes wurde 1952 durch ehemalige Tachikawa- und Kawanishi-Mitarbeiter das Unternehmen Orient Aviation Industry gegründet. Das Unternehmen war auf Erprobung, Forschung und Entwicklungen im Flugzeugbau ausgelegt. Nachdem auch Kawasaki seine Luftfahrtsparte wiederbeleben wollte, wurde Orient Aviation mit den Arbeiten am Prototyp der KAL-1 beauftragt. Das Flugzeug war ein einmotoriger Tiefdecker mit einziehbarem Spornradfahrwerk und vollständig Metall beplankt. Es wurden lediglich zwei Maschinen gebaut, wovon eine 1954 an die Japanische Armee verkauft und dort als Verbindungsflugzeug bis 1964 eingesetzt wurde. Die zweite Maschine verblieb als Firmenflugzeug bei Kawasaki selbst.

## Militärische Nutzung
- Japan

## Technische Daten
| Kenngröße             | Daten                                                     |
| --------------------- | --------------------------------------------------------- |
| Besatzung             | 1                                                         |
| Passagiere            | 3                                                         |
| Länge                 | 9,1 m                                                     |
| Spannweite            | 10,4 m                                                    |
| Höhe                  | 2,5 m                                                     |
| Flügelfläche          |                                                           |
| Nutzlast              |                                                           |
| Leermasse             |                                                           |
| max. Startmasse       | 1460 kg                                                   |
| Reisegeschwindigkeit  |                                                           |
| Höchstgeschwindigkeit | 295 km/h                                                  |
| Dienstgipfelhöhe      | 5000 m                                                    |
| Reichweite            | 830 km                                                    |
| Triebwerke            | 1 × Boxermotor Lycoming GO-435-C2 mit 260 PS (ca. 190 kW) |